# Рацебург
Рацебург (нім. Ratzeburg) — місто в Німеччині, розташоване в землі Шлезвіг-Гольштейн. Адміністративний центр району Герцогство Лауенбург.
Площа — 30,29 км2. Населення становить 14 517 ос. (станом на 31 грудня 2020).

## Уродженці
- Флоріан Менніген (1982) — німецький веслувальник, олімпійський чемпіон.